# Edmond Jabès
Edmond Jabès (el Caire, 1912 – París, 1991) va ser un poeta i escriptor jueu conegut per ser una de les figures literàries més conegudes en llengua francesa després de la Segona Guerra Mundial.

## Trajectòria
Fill d'una família jueva italiana, va néixer a Egipte, on va rebre una educació colonial francesa clàssica. Va començar publicant en francès a una edat primerenca i se'l va fer Cavaller de la Legió d'Honor el 1952 pels seus èxits literaris.
Quan Egipte va expulsar la seva població jueva, el 1956, Jabès va marxar a París, que ja havia visitat per primera vegada en la dècada de 1930. Allà, va reprendre la seva vella amistat amb els surrealistes, encara que mai no va ser formalment membre del grup. Es va convertir en ciutadà francès el 1967, el mateix any en el qual se li va concedir l'honor de ser un dels quatre escriptors francesos (juntament amb Jean-Paul Sartre, Albert Camus i Claude Levi-Strauss) que van presentar els seus treballs a l'Exposició Mundial de Mont-real. D'altra banda, se li va atorgar el Premi de la Crítica el 1972 i una designació com a oficial en la Legió d'Honor el 1986.

## Obra

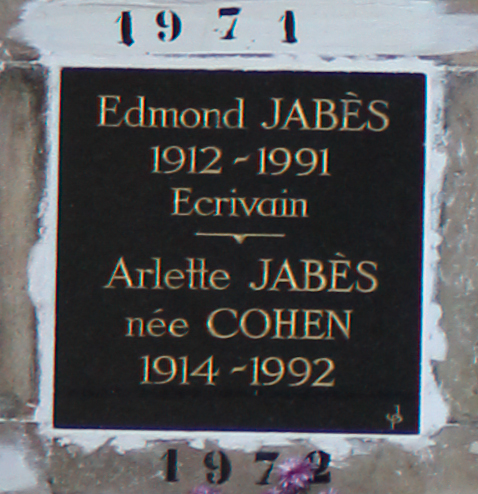
Làpida de Jabès al cementiri del Père-Lachaise

Jabès és recordat pels seus llibres de poesia, sovint publicats en forma de cicles. En ells es poden observar nombroses referències al misticisme jueu i a la Càbala.
Una de les seves obres més importants és Le Livre des questions (1963-1973), que el va consagrar com un escriptor reconegut. A aquest cicle de set volums, el seguiren Le Livre des ressemblances (1976-1980) i Le Livre des marges. El seu final és El llibre de l'hospitalitat, aparegut pòstumament el 1991. Edmond Jabès va morir d'un atac de cor a la seva llar del Barri Llatí el 2 de gener de 1991.
El seu treball marcà indeleblement el pensament de Maurice Blanchot i de Jacques Derrida.

## Sobre la seva obra
- Jacques Derrida, L'écriture et la différence, Le Seuil, 1967
- Maurice Blanchot, L'Amitié, Gallimard, 1971
- Joseph Guglielmi, La Ressemblance impossible, Edmond Jabès, EFR/Messidor, 1977
- Gabriel Bounoure, Edmond Jabès, La demeure et le livre, Fata Morgana, 1985
- Didier Cahen, Edmond Jabès, Belfond, 1991
- Daniel Lançon, Jabès l'Egyptien, Jean-Michel Place, 1998
- Steven Jaron, ed., Portrait(s) d'Edmond Jabès, Bibilothèque Nationale de France, 1999
- Eric Benoit, Ecrire li cri: Le Livre des questions d'Edmond Jabès, Presses Universitaires de Bordeaux, 2000
- Geoffrey Obin, L'autre Jabès, Uneix Lecture de l'altérité dans le cycle Le Livre des questions, Presses universitaires de Franche-Comté, 2002
- Didier Cahen, Edmond Jabès, Seghers/Laffont, 2007
- Catherine Mayaux, Daniel Lançon, eds., Edmond Jabès : l'éclosion des énigmes, Presses Universitaires de Vincennes, 2008
- Enrico Lucca, La scrittura in esilio. Ermeneutica i poetica in Edmond Jabès, LED, 2011